# Колесников, Гавриил Семёнович
Гавриил Семёнович Колесников  (11 июня 1907 год, Самара — 7 января 1991 года, Ростов-на-Дону) — русский советский писатель. Член Союза писателей СССР (1963), Союза писателей России — с 1991 года.

## Биография
Гавриил Семёнович Колесников родился 11 июня 1907 года в городе Самаре. В 1917 году после окончания двух класса гимназии работал разносчиком телеграмм. Работа, не требующая много времени, оставляла ему возможность учиться.
В 1922 году, после обращения на биржу труда, Г. Колесников устроился работать на работу в затон, одновременно продолжил обучение в Фабзауче. Самарские подростки, среди которых был Колесников, сами отстроили фабрично-заводскую школу, восстановив разрушенное в годы войны здание, смонтировали верстаки и станки. В 1925 году Г. Колесников закончил
это учебное заведение, получив специальность слесаря по ремонту пароходных машин. Однако работать по специальности не удалось, так как его направили на комсомольскую работу в Пугачевский уезд Самарской губернии. На новой работе он был секретарём комсомольских организаций в сёлах Ивановка, Большая Глушица. В этих местах, связанных с именами начдива Василия Чапаева и писателя Фурманова, будущий писатель знакомился с деревней, интерес к которой у него остался надолго.
В деревне он занимался самообразованием, в 1928 году поступил в Московский институт народного хозяйства имени Плеханова. Одно из отделений института в свое время было преобразовано в экономический факультет Нефтяного института имени И. М. Губкина. Этот факультет Г. Колесников окончил в 1933 году. В 1935 году был арестован, и, несмотря на прогрессирующий туберкулез, находился в заключении.
Осужден «за попытку свержения Советской власти методом диверсии и вредительства», а также «за причастность к контрреволюционной организации Главнефти Наркомтяжпрома» (ст. 58-й УК РСФСР, пункты 7, 8 и 11). Находился в заключении 17 лет, из них около десяти лет, в 1939—1948 годах, в Колымских лагерях. Много лет там жил и работал.
В 1955 году был реабилитирован.
1 ноября 1965 года, в годы травли Бориса Пастернака, Колесников написал редактору «Литературной газеты» Александру Чаковскому открытое письмо в защиту Пастернака.
В последние годы жизни жил и работал в г. Сальске Ростовской области, в Ростове.
Скончался 7 января 1991 года в Ростове-на-Дону.
В 1991 году, уже после его смерти, вышла его последняя книга "Немые крики", включающий в себя неизданные в 50 - 60 годы работы "Дело прокурора Громобоева", "Лихолетье", стихи "Немые крики", "Краснодолинские очерки", главы неоконченной "Октябрьской повести".

## Творчество
Литературным творчеством Г. Колесников начал заниматься с 1926 года, после того, как стал сотрудничать с сельской газетой. В 30-е годы, будучи специалистом по нефти, он писал статьи на экономические темы.
С начала 50-х годов XX века печатал очерки, рассказы, статьи, заметки о селе на страницах журнала «Дон», сборников Ростовского издательства, а также в журналах «Вокруг света», «Смена», в областных, центральных и ведомственных газетах. Главной темой его работ была необходимость экономного и экологичного хозяйствования, при котором сохранились бы богатства земли и природы. Об этом написана его «Преображенная степь», «Бег времени», «Степной лес», «Многоэтажная деревня» и другие. В 1954 году была написана его сатирическая повесть «Дело прокурора Громобоева».
Тему Севера разрабатывал Г. Колесников на протяжении долгого времени. В рамках этой темы он описывал северную природу, геологов, охотников, оленеводов. В 1954 году в журнале «Вокруг света» появились «Северные истории», ставшие основой сборников «Северные рассказы», «Бивни мамонта», «Яблоновый перевал», «Поклонитесь колымскому солнцу», «Рассказы о таежном друге», «Белая западинка», издававшихся в Ростове, Магадане, Москве. В 1974 году им была написана книга для детей о донской природе «Судьба степного орла».
Книги Г. Колесникова повествуют о нелегком труде геологов. Каждая описанная им история представляет собой раздумья о человеке, его месте в обществе. Человек, способный на трусливое предательство, даже внешне кажется окружающим некрасивым («Рассказ геолога»). В 1979 году в Ростиздате был издан его прозаический сборник «Солнце степь греет».
Кроме художественных произведений, переводил «Слово о полку Игореве», писал мемуары. 
Из предисловия в колымских записках «Лихолетье»: "Даже самое ужасное и самое отвратительное в этих рассказах не выдумано. Все это было. Я сам пережил весь этот несмываемый позор земли нашей.Все это было! И никогда, никогда не должно повториться — нигде, никогда, ни с кем. Ради этого я и написал «Лихолетье», чтобы помочь людям не повторить его — из стыда, из страха, из брезгливости, все равно — лишь бы не повторить".

## Труды
Изданы следующие произведения писателя:
- Перемены на колхозном току. — Ростов н/Д: Кн. изд-во, 1955.
- Северные рассказы. — Ростов н/Д: Кн. изд-во, 1955.
- Северные рассказы. — Магадан: Обл. кн. изд-во, 1956.
- Раздельным способом. — Ростов н/Д: Кн. изд-во, 1957.
- Бивни мамонта. Повесть. Рассказы о моем друге. — Ростов н/Д: Кн. изд-во, 1958.
- Преображенная степь. — Ростов н/Д: Кн. изд-во, 1958.
- Бег времени. Рассказы. — Ростов н/Д: Кн. изд-во, 1962.
- Рассказы о таежном друге. — М.: Сов. Россия, 1967.
- Степной лес. — Ростов Кн. изд-во, 1967.
- Многоэтажная деревня. — Ростов Кн. изд-во, 1969.
- Яблоневый перевал. Рассказы о таежном друге. — Ростов н/Д: Кн. изд-во, 1972.
- Поклонитесь колымскому солнцу. — Магадан: Кн. изд-во, 1973.
- Белая западинка. Рассказы о таежном друге. — М.: Дет. лит. 1974.
- Судьба степного орла. Рассказы о донской природе. — Ростов н/Д: Кн. изд-во, 1974.
- Солнце степь греет. Очерки и рассказы. — Ростов н/Д: Кн. изд-во, 1979.
- Судьба степного орла. — Ростов н/Д: Кн. изд-во, 1983.
- Немые крики. — Ростов н/Д: Кн. изд-во, 1991.